# 陈延年
陈延年（1898年8月—1927年7月4日），又名遐延，笔名林木，男，安徽安庆人，中国共产党早期领导人之一，陈独秀的长子，陈乔年的哥哥。

## 生平
陈延年1915年考入上海法语学校，1917年考入震旦大学攻读法律。1919年底赴法国勤工俭学。初期信奉无政府主义，1921年后转向马克思主义，1922年6月，与赵世炎、周恩来等一起创建中国少年共产党，任宣传部长。1922年秋加入法国共产党，不久转入中国共产党。
1924年10月，陈延年回国任中共广东区委书记，次年参与组织省港大罢工。1927年四一二事变后，奉命前往上海重新组织当地共产党活动，5月在中共五大上当选为中央政治局候补委员，6月任中共江苏省委书记。
1927年6月26日，陈延年在上海北四川路恒丰里104号中共上海区委所在地被国民政府逮捕，拒绝招降，于7月4日（一说六月末）被押赴刑场，宁死不跪，被乱刀砍杀，尸体被抛入黄浦江。次年其弟陈乔年亦遇害。两兄弟衣冠冢均被安葬在龙华烈士陵园。

## 纪念
今安徽省安庆市青少年宫立有陈延年雕像。在安庆市迎江区大南门西边的南水关巷，现保存着一栋清末的老宅，这便是“陈延年、陈乔年读书处”。安庆市宜秀区白泽湖乡境内有陈氏宗祠，陈独秀诞生地遗址，陈独秀故居（文保单位名称：陈延年、陈乔年烈士故居旧址）。
安徽省合肥市有“延乔路”，通往繁华大道。
2009年，被列为“100位为新中国成立作出突出贡献的英雄模范人物”之一。
2021年，《觉醒年代》播出，以纪念陈延年等人。之后，陈延年、陈乔年、赵世炎的事迹被中国媒体大量报道，中国青年们也自发前往延乔路和龙华烈士陵园向他们献花、送信等，以示纪念。
龙华烈士陵园本身也在持续开展纪念活动，并在社交媒体上发布了大量纪念他的信息。

## 荧幕形象
| 年份   | 片名                 | 扮演者 | 备注   |
| ------ | -------------------- | ------ | ------ |
| 2012年 | 《我们的法兰西岁月》 | 张风   | 电视剧 |
| 2021年 | 《觉醒年代》         | 张晚意 | 电视剧 |